# Provincia di Nakhon Phanom
Nakhon Phanom è una provincia della Thailandia facente parte del gruppo regionale della Thailandia del Nordest. Si estende per 5.513 km² e ha 698.444 abitanti ed il capoluogo è il distretto di Mueang Nakhon Phanom. La città principale è Nakhon Phanom.

## Geografia antropica

### Suddivisioni amministrative

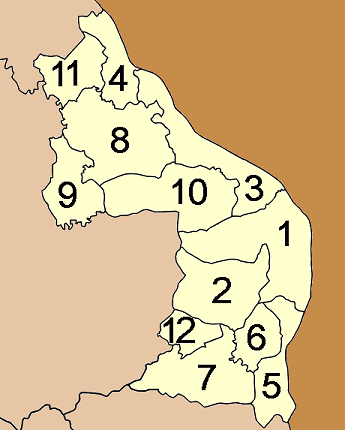
Mappa degli Amphoe

La provincia è suddivisa in 12 distretti (amphoe). Questi a loro volta sono suddivisi in 97 sottodistretti (tambon) e 1040 villaggi (muban).
| 1. Mueang Nakhon Phanom 2. Pla Pak 3. Tha Uthen 4. Ban Phaeng 5. That Phanom 6. Renu Nakhon | 1. Na Kae 2. Si Songkhram 3. Na Wa 4. Phon Sawan 5. Na Thom 6. Wang Yang |